# Sovețki Pisatel
Sovețki Pisatel (în rusă Советский писатель, transliterat: Sovețki pisatel, în traducere „Scriitorul sovietic”) este o editură sovietică  și rusă cu sediul la Moscova, Rusia. Ea s-a axat pe publicarea operelor noi ale scriitorilor sovietici. A fost înființată în 1934, a servit din 1938 ca editură a Uniunii Scriitorilor Sovietici, iar în anul 1992 s-a transformat într-o societate comercială, deținută de Arseni Larionov.
Compania a fost fondată de către comitetul organizatoric al Uniunii Scriitorilor Sovietici înainte de Primul Congres al Scriitorilor Sovietici din 1933. Ea a fost apoi numită Sovețkaia Literatura (în rusă Советская литература, transliterat: Sovețki literatura, lit. „Literatura sovietică”). Sovețki Pisatel a fost rezultatul fuziunii între Sovețkaia Literatura și alte două edituri sovietice — Asociația Scriitorilor din Moscova (în rusă Московское товарищество писателей, transliterat: Moskovskoe tovarișcestvo pisatelei) și Editura Scriitorilor din Leningrad (în rusă Издательство писателей в Ленинграде, transliterat: Izdatelstvo pisatelei v Leningrade)—în 1934. Primele cărți ale editurii cu acest nume au fost publicate după Primul Congres al Scriitorilor Sovietici din august 1934.
Compania a avut birouri la Moscova și Leningrad. În perioada sovietică editura a publicat aproximativ 500 de titluri pe an, din care 40% erau cărți străine traduse din limbile vorbite în interiorul Uniunii Sovietice. Din 1938 a fost administrată de către Uniunea Scriitorilor Sovietici. 
Odată cu dizolvarea Uniunii Sovietice Uniunea Scriitorilor Sovietici a încetat să mai existe. Biroul din Leningrad al Sovețki Pisatel și-a încetat activitatea în anul 1992. Biroul din Moscova a fost transformat într-o societate cu răspundere limitată, ce a fost denumită Sovremennîi Pisatel (în rusă Современный писатель, lit. „Scriitorul contemporan”), dar redenumită ulterior Sovețki Pisatel.